# Yabaâna
I Yabaâna (o anche Jabaana) sono un gruppo etnico del Brasile che ha una popolazione stimata in circa 90 individui. Parlano la lingua portoghese e sono principalmente di fede animista.
Vivono nello stato brasiliano dell'Amazonas, nei pressi dei fiumi Marauia e Cauaboris, affluenti del Rio Negro. La vecchia lingua Yabaâna è considerata una lingua estinta. Denominazioni alternative: Jabaana, Yabarana (distinti dai Yabarana del Venezuela).